# Каланхое Блоссфельда
Каланхое Блоссфельда (Kalanchoe blossfeldiana Poelln.) — вид багаторічних сукулентних рослин роду каланхое, родини товстолистих.

## Загальна біоморфологічна характеристика

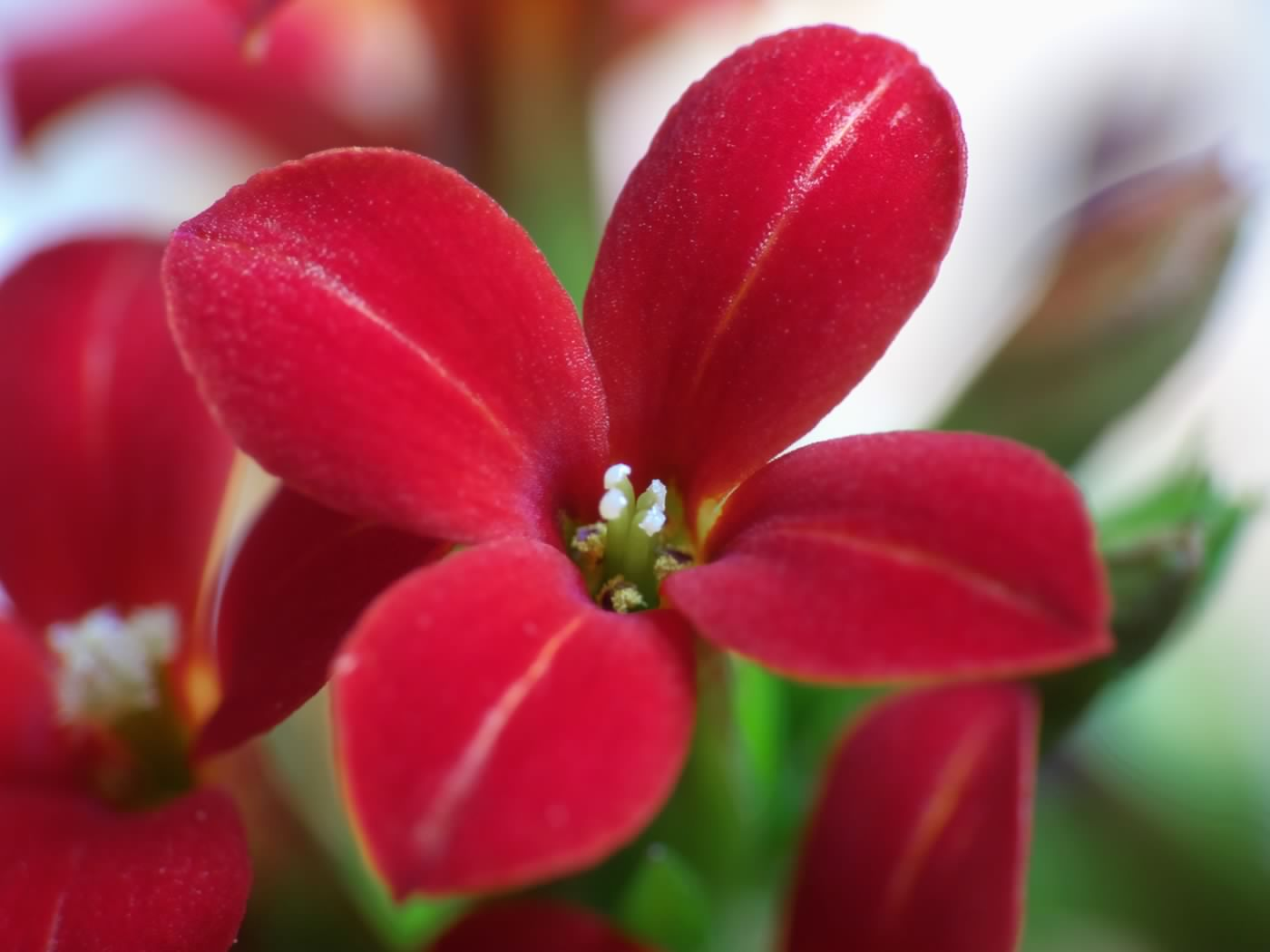
Квітка Каланхое Блоссфельда

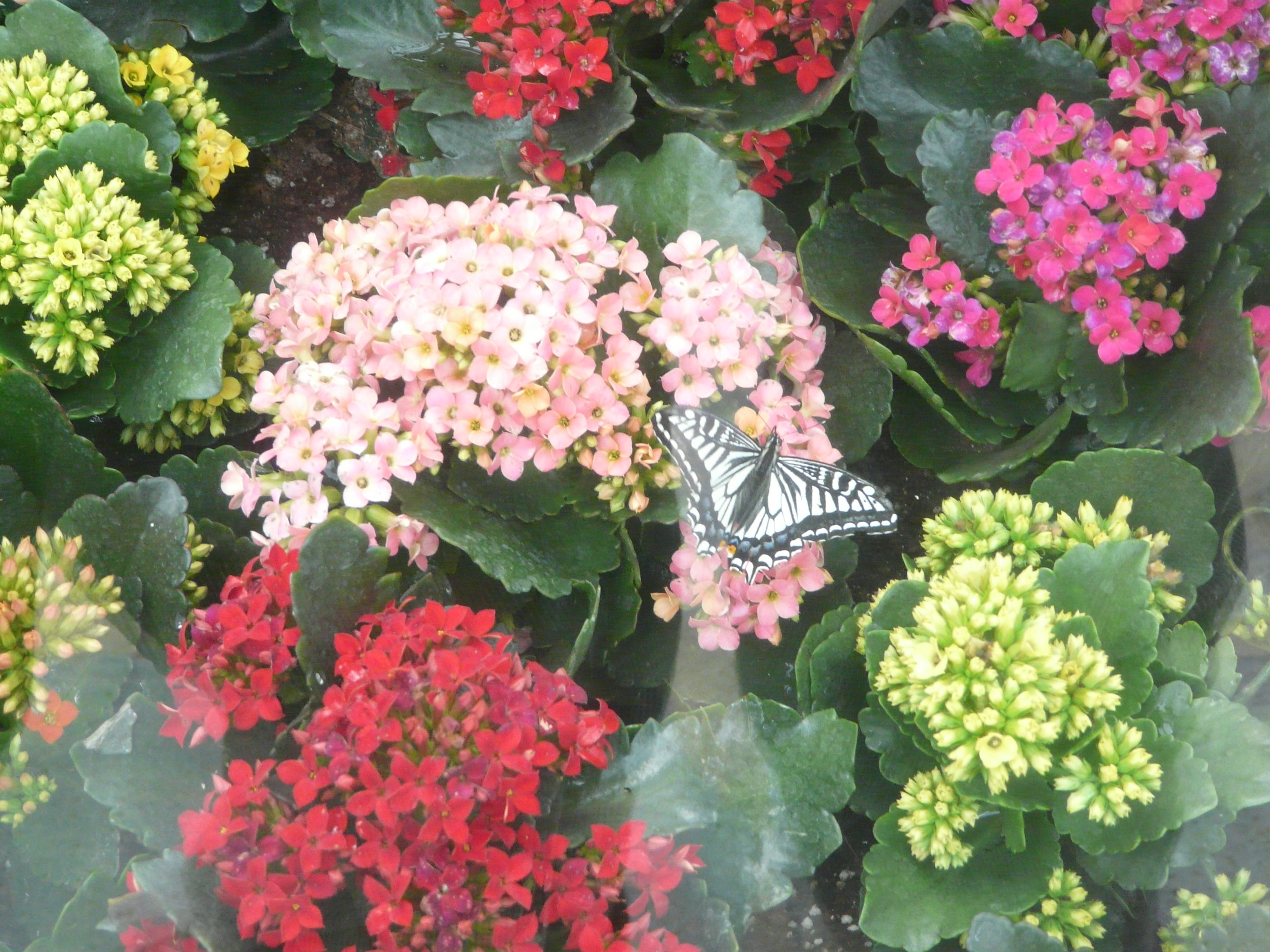
Гібридні сорти Каланхое Блоссфельда

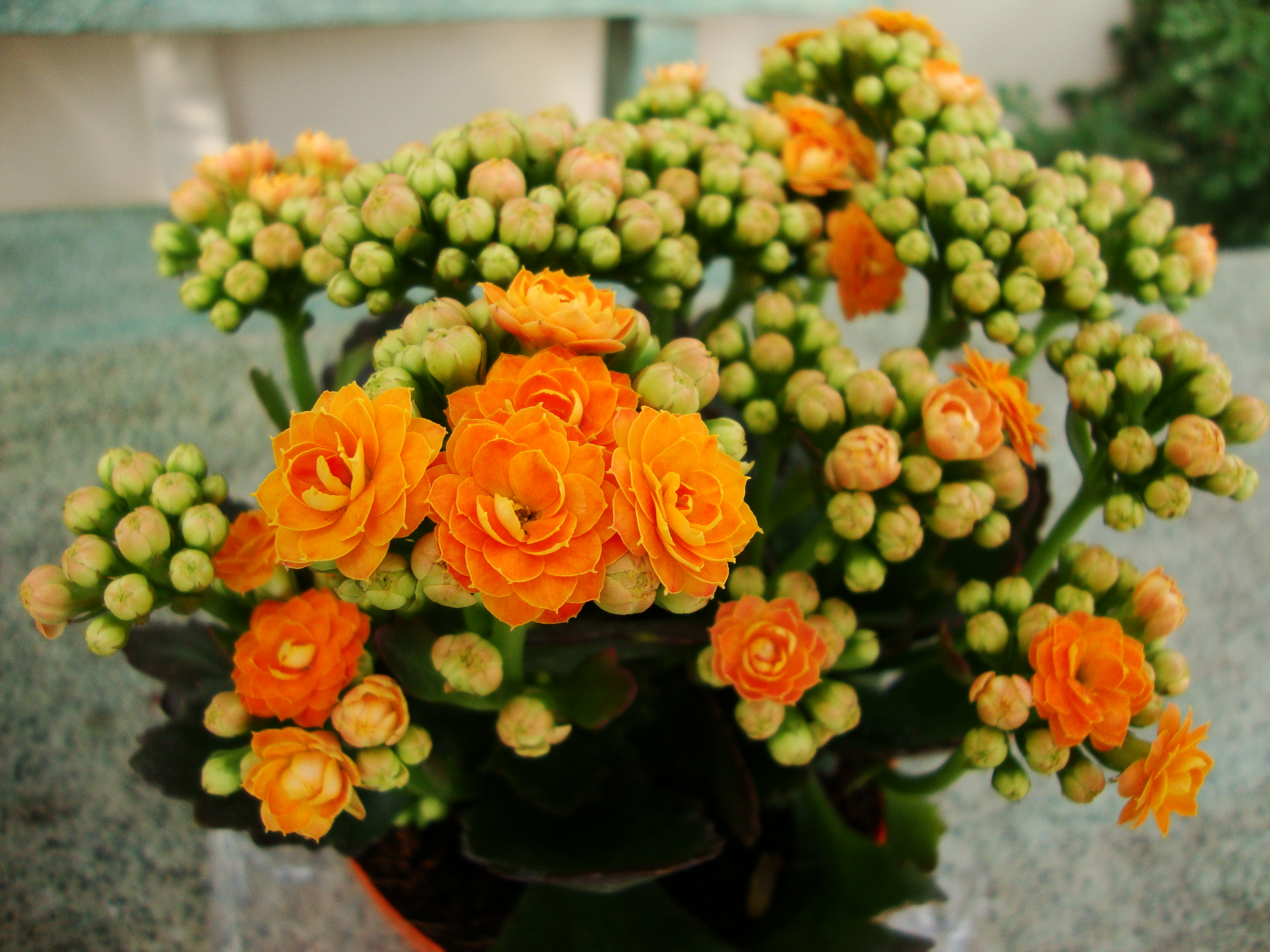
Каланхое Блоссфельда з махровими квітками

Кущеподібна рослина з прямостоячими одиночними або слабо розгалуженими стеблами, 30 — 40 см заввишки. Листя блискучі і м'ясисті, темно-зеленого кольору з червонуватими краями. Листова пластина 5 — 7 см завдовжки, і на половину менша завширшки, має зубчаті краї. Квітки яскраво-червоні, довжиною 1,5 см зібрані в щитоподібні суцвіття. Цвіте взимку.
Завдяки селекціонерам виведено багато сортів з білими, рожевими, жовтими, оранжевими, лиловими квітками, які цвітуть в будь-яку пору року. Є форми з махровими квітками. Існують і ряболисті сорти. Від каланхое Блоссфельда походять химерні ампельні різновиди і садові форми. Виведені також мініатюрні форми до 15 см заввишки з яскраво-червоними квітками.

## Поширення
Батьківщина цієї рослини — острів Мадагаскар, де вона росте в тропічних вологих лісах на гумусному ґрунті.

## Утримання в культурі
Освітлення: світле, сонячне, захищене від прямих променів місце. Каланхое Блоссфельда влітку надає перевагу відкритому повітрю, а не задушливому приміщенню; місце розташування взимку більш прохолодне; для каланхое Блоссфельда температура не повинна бути нижче 15 °C.
Полив каланхое в літній час повинен бути рясним, але в міру висихання ґрунту, а взимку помірним. Удобрюють каланхое як і інші сукулентні рослини.  Каланхое легко розмножується живцями — стебловими або листовими. Перед висадкою їх потрібно підсушити протягом 1-2 днів. Поливати черешки потрібно обережно.  Пересаджують каланхое після цвітіння в землесуміш, яка складається з рівних кількостей листяної землі, дернової, перегною, торфу і піску.